# Smörtjärnen (Leksands socken, Dalarna)
Smörtjärnen är en sjö i Leksands kommun i Dalarna och ingår i Dalälvens huvudavrinningsområde. Sjön har en area på 0,0983 kvadratkilometer och ligger 311,9 meter över havet.

## Delavrinningsområde
Smörtjärnen ingår i det delavrinningsområde (672755-143472) som SMHI kallar för Inloppet i Stora Åskaken. Medelhöjden är 361 meter över havet och ytan är 13,14 kvadratkilometer. Det finns inga avrinningsområden uppströms utan avrinningsområdet är högsta punkten. Snöån (Mögsjöån) som avvattnar avrinningsområdet har biflödesordning 3, vilket innebär att vattnet flödar genom totalt 3 vattendrag innan det når havet efter 329 kilometer. Avrinningsområdet består mestadels av skog (51 procent) och sankmarker (34 procent). Avrinningsområdet har 0,1 kvadratkilometer vattenytor vilket ger det en sjöprocent på 0,8 procent.